# David Eray
David Eray, né le 18 janvier 1973 à Saignelégier (originaire des Bois), est une personnalité politique jurassienne, membre du Parti chrétien-social indépendant. Il est ministre jurassien depuis décembre 2015, à la tête du département de l'environnement.

## Biographie
David Eray naît le 18 janvier 1973 à Saignelégier, dans le district jurassien des Franches-Montagnes. Il est originaire d'une autre commune du même district, Les Bois. Son père, Hervé Eray, est dessinateur ; sa mère, née Lucine Boichat, est commerçante.
Après son école obligatoire au Noirmont, il obtient en 1994 un diplôme d'ingénieur HES en microtechnique au Locle complété en 2003 par une formation en gestion d'entreprise à la Haute école de gestion de Neuchâtel.
Il travaille dans l'industrie de 1994 à 2015 comme constructeur, chef de projets, consultant technique, responsable du service après-vente et directeur opérationnel dans différentes entreprises suisses, ainsi que dans une entreprise aux États-Unis pendant plus d'un an et dans une entreprise en Inde durant plusieurs mois.
Marié et père de quatre enfants, il habite au Noirmont.

## Parcours politique
Il est membre du Parti chrétien-social indépendant et a été membre du Groupe Bélier.
En 2008, il est élu député suppléant au Parlement jurassien, puis est député de 2010 à 2015. Il devient président du groupe parlementaire PCSI en 2015.
Le 28 mars 2015, il est désigné par son parti candidat au Gouvernement jurassien, avec pour objectif de récupérer le siège perdu en 2010 par Laurent Schaffter ; il est le seul à s'être présenté. Septième du premier tour (pour cinq places) le 18 octobre, avec près de 900 voix de retard sur le sortant socialiste Michel Thentz (7404 suffrages contre 8283), il bénéficie du retrait du troisième candidat PDC, Gabriel Willemin, arrivé cinquième du premier tour, et du fait qu'il est le seul candidat issu du district des Franches-Montagnes et de l'économie privée pour obtenir la troisième place au second tour,,. Il prend ses fonctions et la tête du Département de l'environnement le 18 décembre 2015.
Réélu au second tour le 8 novembre 2020 (de justesse, en cinquième position avec 10 413 suffrages contre 9584 au second candidat PDC Stéphane Babey qui l'avait devancé au premier tour,), il conserve le même département. Il préside le gouvernement en 2018 et 2022. Il annonce en avril 2025 qu'il ne sollicitera pas un troisième mandat en octobre.

### Autres mandats
À partir d'octobre 2016, il représente la Suisse au sein du Congrès des pouvoirs locaux et régionaux du Conseil de l’Europe. Il en préside la délégation suisse à partir de 2018 et y est désigné porte-parole pour la numérisation et l'intelligence artificielle en 2021[réf. nécessaire].
Il est également nommé observateur ayant la charge de représenter les intérêts suisses au sein du Forum régional de l'Association européenne de libre-échange par la Conférence des gouvernements cantonaux en février 2017[réf. nécessaire].
En 2022, il devient membre de l’organe de la direction politique de l’Administration numérique Suisse.
Il est président du Conseil d'administration d'Energie du Jura SA de 2016 à 2019.